# União Democrática Internacional
A União Democrática Internacional (em inglês: International Democrat Union, IDU) é uma aliança internacional de partidos políticos conservadores. Com sede em Munique, Alemanha, a IDU é composta por 84 membros titulares e associados de 65 países. Tem duas organizações internacionais afiliadas (a União Internacional dos Jovens Democratas e a União Internacional da Democracia das Mulheres) e seis organizações regionais afiliadas (a União de Partidos Latino-Americanos, a União Democrata Ásia-Pacífico, a União Democrata Caribenha, a União Democrata da África, o Partido Popular Europeu e o Partido dos Conservadores e Reformistas Europeus). 
O grupo foi fundado em 1983, numa reunião conjunta entre a União Democrata Europeia, a União Democrata do Caribe e a União Democrata da Ásia-Pacífico, por iniciativa da Fundação Konrad Adenauer e de vários chefes de Estado e de governo proeminentes, como, por exemplo, o então vice-presidente dos EUA (e depois presidente dos EUA) George H. W. Bush, a então primeira-ministra do Reino Unido, Margaret Thatcher, o então chanceler da Alemanha, Helmut Kohl, e o então presidente da Câmara de Paris, Jacques Chirac. Entre fundadores não chefes de Estado e não chefes de Governo (mas membros de governo) estava o Ministro da Cultura do então governo português da Aliança Democrática, Francisco Lucas Pires, do CDS - Partido Popular.
A IDU permite que partidos políticos de centro-direita à direita em todo o mundo estabeleçam contatos e discutam diferentes pontos de vista sobre políticas públicas e assuntos relacionados. A IDU tem membros em comum com a Internacional Democrata Centrista, embora a última assuma uma postura mais centrista e democrata-cristã.

## Partidos completamente membros
Entre os partidos completamente membros da IDU estão:
| País                  | Partido (sigla)                                          |
| --------------------- | -------------------------------------------------------- |
| África do Sul         | Partido da Liberdade Inkatha (IFP)                       |
| Albânia               | Partido Democrático da Albânia (PDSH)                    |
| Alemanha              | União Democrata-Cristã (CDU)                             |
| Alemanha              | União Social-Cristã na Baviera (CSU)                     |
| Argentina             | Proposta Republicana (PRO)                               |
| Austrália             | Partido Liberal da Austrália                             |
| Áustria               | Partido Popular Austríaco (ÖVP)                          |
| Azerbaijão            | Partido Nacional da Independência do Azerbaijão          |
| Bolívia               | Movimento Democrata Social (MDS)                         |
| Bósnia e Herzegovina  | Partido da Ação Democrática (SDA)                        |
| Bósnia e Herzegovina  | Partido do Progresso Democrático (PDP)                   |
| Bósnia e Herzegovina  | União Democrática Croata da Bósnia-Herzegovina (HDZ BiH) |
| Bósnia e Herzegovina  | União Democrática Croata 1990 (HDZ 1990)                 |
| Brasil                | União Brasil (UNIÃO)                                     |
| Bulgária              | GERB                                                     |
| Bulgária              | União das Forças Democráticas (UDF)                      |
| Canadá                | Partido Conservador do Canadá                            |
| Chéquia               | Partido Democrata Cívico (ODS)                           |
| Chéquia               | TOP 09                                                   |
| Chile                 | União Democrata Independente (UDI)                       |
| Chile                 | Renovação Nacional (RN)                                  |
| Chipre                | Reagrupamento Democrático (DISY)                         |
| Colômbia              | Partido Conservador Colombiano (PCC)                     |
| Coreia do Sul         | Partido do Poder Popular (PPP)                           |
| Croácia               | União Democrática Croata (HDZ)                           |
| Dinamarca             | Partido Popular Conservador (DKF)                        |
| Dominica              | Partido da Liberdade da Dominica (DFP)                   |
| El Salvador           | Aliança Republicana Nacionalista (ARENA)                 |
| Equador               | Partido Social Cristão (PSC)                             |
| Eslovênia             | Partido Democrático Esloveno (SDS)                       |
| Espanha               | Partido Popular (PP)                                     |
| Estados Unidos        | Partido Republicano (GOP)                                |
| Estônia               | Isamaa                                                   |
| Finlândia             | Coligação Nacional (KOK)                                 |
| Gana                  | Novo Partido Patriótico (NPP)                            |
| Geórgia               | Movimento Nacional Unido (UNM)                           |
| Granada               | Novo Partido Nacional (NNP)                              |
| Grécia                | Nova Democracia (ND)                                     |
| Guatemala             | Partido Unionista (PU)                                   |
| Honduras              | Partido Nacional de Honduras (PNH)                       |
| Hungria               | Fidesz - União Cívica Húngara                            |
| Ilhas Turcas e Caicos | Movimento Democrático Popular (PDM)                      |
| Índia                 | Partido do Povo Indiano (BJP)                            |
| Islândia              | Partido da Independência (XD)                            |
| Israel                | Likud                                                    |
| Jamaica               | Partido Trabalhista da Jamaica (JLP)                     |
| Líbano                | Forças Libanesas                                         |
| Lituânia              | União da Pátria - Democratas-Cristãos Lituanos (TS-LKD)  |
| Macedônia do Norte    | VMRO-DPMNE                                               |
| Maldivas              | Partido Democrático Maldiviano (MDP)                     |
| Malta                 | Partido Nacionalista (PN)                                |
| Marrocos              | Istiqlal                                                 |
| Moldávia              | Partido Liberal Democrata da Moldávia (PLDM)             |
| Moldávia              | Partido da Ação e Solidariedade (PAS)                    |
| Mongólia              | Partido Democrático                                      |
| Montenegro            | Movimento por Mudanças (PzP)                             |
| Namíbia               | Movimento Popular Democrático (PDM)                      |
| Nepal                 | Partido Rastriya Prajatantra                             |
| Nicarágua             | Partido Conservador (PC)                                 |
| Noruega               | Direita (H)                                              |
| Nova Zelândia         | Partido Nacional da Nova Zelândia                        |
| Panamá                | Mudança Democrática (CD)                                 |
| Paraguai              | Partido Colorado (ARN-PC)                                |
| Peru                  | Partido Popular Cristão (PPC)                            |
| Portugal              | CDS – Partido Popular (CDS–PP)                           |
| Quênia                | Partido Democrático (DP)                                 |
| Reino Unido           | Partido Conservador                                      |
| República Dominicana  | Força Nacional Progressista (FNP)                        |
| Rússia                | União das Forças de Direita (SRS)                        |
| Santa Lúcia           | Partido dos Trabalhadores Unidos (UWP)                   |
| São Cristóvão e Neves | Movimento da Ação Popular (PAM)                          |
| Sérvia                | Partido Progressista Sérvio (SNS)                        |
| Sri Lanka             | Partido Nacional Unido                                   |
| Suécia                | Partido Moderado (M)                                     |
| Taiwan                | Kuomintang                                               |
| Tanzânia              | Partido pela Democracia e Progresso (CHADEMA)            |
| Ucrânia               | União Pan-Ucraniana "Pátria" (VOB)                       |
| Ucrânia               | Solidariedade Europeia (YeS)                             |
| Uganda                | Fórum pela Mudança Democrática (FDC)                     |
| Venezuela             | Projeto Venezuela (PV)                                   |

O Partido Integração Nacional da Costa Rica não é um membro da IDU, mas é um membro da seção regional, a União dos Partidos Latino-Americanos. O mesmo acontece com o Partido Social Democrata português, que só é membro associado através da União Democrata Europeia.

## Partidos Associados
- Bielorrússia: Frente Popular Bielorrussa; Partido Civil Unido
- Cuba: Diretório Democrático Cubano
- Geórgia: Novo Partido Conservador (NRP)
- Granada: Novo Partido Nacional (NNP)
- Líbano: Falanges Libanesas